# Alderbranch
Alderbranch é uma comunidade não incorporada localizada no condado de Anderson, no estado norte-americano do Texas. Sua elevação é de 112 metros (367 pés).